# Sathrochthonius tuena
Espèce
Sathrochthonius tuena est une espèce de pseudoscorpions de la famille des Chthoniidae.

## Distribution
Cette espèce est endémique de Nouvelle-Galles du Sud en Australie,. Elle se rencontre dans des grottes des montagnes Bleues.

## Description
Le mâle holotype mesure 1,18 mm et la femelle paratype 1,43 mm.

## Publication originale
- Chamberlin, 1962 : New and little-known false scorpions, principally from caves, belonging to the families Chthoniidae and Neobisiidae (Arachnida, Chelonethida). Bulletin of the American Museum of Natural History, no 123, p. 303-352 (texte intégral).